# Бунтівний «Оріон»
«Бунтівний „Оріон“» (рос. Мятежный «Орион») — радянський художній фільм 1978 року, знятий на Кіностудії ім. О. Довженка.

## Сюжет
У 1917 році російський корабель «Оріон» відправляється з англійського порту в Росію, де вже почалася революція. За час шляху влада на «Оріоні» зміниться тричі. Спочатку корабель захоплять німці, потім анархісти, потім — монархісти…

## У ролях
- Юрій Пузирьов — Зорін
- Леонід Яновський — Юрій Степанович Новиков
- Юрій Мочалов — Стіва Бобрін, мічман
- Олексій Золотницький — Лебідь
- Анатолій Юрченко — Іван Громов, матрос першої статті
- Олексій Сафонов — Гіллер
- Віктор Степаненко — Зуйков, матрос
- Максим Данков — епізод
- Володимир Бродський — епізод
- Валерій Панарін — епізод
- Георгій Дворников — Оболенський
- Артур Ніщонкин — епізод
- Сергій Дворецький — епізод
- Валентин Грудинін — Петрович, боцман
- Володимир Прохоров — епізод
- Микола Олійник — Мухта, машиніст
- Сергій Свєчніков — Гоша Свищ, анархіст
- Володимир Талашко — Рюкерт
- Микола Крюков — англійський адмірал
- Володимир Кисленко — матрос
- Юрій Мисенков — німець
- Володимир Сулімов — епізод
- Олег Троцевський — епізод
- Алім Федоринський — епізод

## Знімальна група
- Режисер — Євген Шерстобитов
- Сценаристи — Юрій Чулюкін, Георгій Кушніренко
- Оператор — Михайло Чорний
- Композитор — Борис Буєвський
- Художники — Вульф Агранов, Валерій Новаков